# 托尔克塞
托尔克塞是法国滨海夏朗德省的一个市镇，位于该省中北部，属于圣让当热利区。该市镇总面积11.43平方公里，2009年时的人口为202人。

## 人口
托尔克塞（Torxé）人口变化图示